# Szabó Mária (japanológus)
Szabó Mária (Somorja, 1945. május 17. –), írói álneve: Schönau Beatrix, születési neve: Szabó Mária Ilona, magyar irodalomtörténész, japanológus, orientalista, színháztörténész, nyelvész. 1990-től 1991-ig a Miskolci Bölcsész Egyesület (MBE) Nagy Lajos Király Magánegyeteme Japán Nyelv és Művelődéstörténet Tanszékének legelső tanszékvezetője.

## Életpályája
Szabó Mária 1945. május 17-én született az akkor Csehszlovákiához tartozó Somorján. Az Eötvös Loránd Tudományegyetem (ELTE) BTK angol–orosz szakán végzett 1968-ban. Az Oszakai Egyetemen újkori és középkori  japán drámát tanult 1981-től 1988-ig.

## Szervezeti tagságok
- Irodalom- és Kultúratudományi Bizottság

## Művei

### Könyvei
- Schönau Beatrix (ford.): Hagoromo, Tomoe, Jamamba, Primo Kiadó, Budapest, 1990.
- Schönau Beatrix: Zeami színháza és a nó elmélete, Primo Kiadó, Budapest, 1991.
- Akutagava Rjúnoszuke – Mijazava Kendzsi – Niimi Nankicsi – Simazaki Tószon: A Nametoko medve – Válogatás a Meidzsi, a Taiso és a Sóva korszak gyermekirodalmából, ford.: Schönau Beatrix, Primo Kiadó, Budapest, 1992. ISBN 9637838872

### Cikkei
- Szabó Mária Ilona: Arona McHugh (1924–). Király István, Szerdahelyi István (főszerk.): Világirodalmi lexikon, 7., Akadémiai Kiadó, Budapest. 522. o., 1982.
- Szabó Mária Ilona: Allan Campbell McLean (1922–). Király István, Szerdahelyi István (főszerk.): Világirodalmi lexikon, 7., Akadémiai Kiadó, Budapest. 526. o., 1982.
- Szabó Mária Ilona: James McNeish (1931–). Király István, Szerdahelyi István (főszerk.): Világirodalmi lexikon, 7., Akadémiai Kiadó, Budapest. 530. o., 1982.
- Szabó Mária Ilona: George Mann MacBeth (1932–). Király István, Szerdahelyi István (főszerk.): Világirodalmi lexikon, 7., Akadémiai Kiadó, Budapest. 498–499. o., 1982.
- Szabó Mária Ilona: Spike Milligan (1918–). Király István, Szerdahelyi István (főszerk.): Világirodalmi lexikon, 8., Akadémiai Kiadó, Budapest. 404–405. o., 1982.
- Szabó Mária Ilona: Charles Julian Humphrey Mitchell (1935–). Király István, Szerdahelyi István (főszerk.): Világirodalmi lexikon, 8., Akadémiai Kiadó, Budapest. 455. o., 1982.
- Szabó Mária Ilona: Charles Langbridge Morgan (1894–1958). Király István, Szerdahelyi István (főszerk.): Világirodalmi lexikon, 8., Akadémiai Kiadó, Budapest. 603. o., 1982.
- Szabó Mária Ilona: Kenneth Arthur Muir (1907–). Király István, Szerdahelyi István (főszerk.): Világirodalmi lexikon, 8., Akadémiai Kiadó, Budapest. 685. o., 1982.
- Schönau, Beatrix (1992). „Néhány gondolat Babits Mihály Laodameia c. drámájáról, a japán nó-színház ismeretében” (magyar nyelven). Színháztudományi Szemle 29, 127–131. o. [2019. július 3-i dátummal az eredetiből archiválva]. (Hozzáférés: 2019. július 3.)

## Rádiójátékok
- Tóru – Zeámi szó-játékának rádióváltozata. Fordította és rádióra alkalmazta: Schönau Beatrix, Rendező: Zoltán Gábor, 1996.12.30. 14.05-14.33, Bartók[3]